# 王震故居
王震故居（おうしんこきょ）は、元中国共産党八大元老の一の王震の生家である。湖南省長沙市瀏陽市北盛鎮に位置する。故居は土木構造の家で、壁も磚でできている。部屋が全部で20余間ある。

## 歴史
- 1908年、王震はこの地で産まれ、幼児期、少年期時代を過ごした[1]。
- 1940年、故居は洪水で破壊された[1]。
- 2007年、瀏陽市人民政府は故居を修復し、国内観光客に一般公開される[1]。
- 2008年、長沙市人民政府は故居を市級全国愛国主義教育基地と市級文物保護単位に認定した[1]。